# Тари, Гизелла
Гизелла Тари (венг. Tary Gizella; 19 ноября 1884, Сольнок — 8 февраля 1960, Будапешт) — венгерская фехтовальщица-рапиристка. Участница летних Олимпийских игр 1924 и 1928 годов. Первая женщина, представлявшая Венгрию на Олимпийских играх.

## Биография
Гизелла Тари родилась 19 ноября 1884 года в австро-венгерском городе Сольнок (сейчас в Венгрии) в семье плотника, в которой было десять детей.
В 11-летнем возрасте начала работать в мастерской отца. В 20 лет поступила в частную актёрскую школу Сиди Ракоши, которую окончила с отличием через три года.
Выступала в соревнованиях по фехтованию за «Спарту». В 1909 году выиграла первый чемпионат Венгрии в Пожони в личном турнире рапиристок.
В течение последующих 15 лет не выступала в соревнованиях, работала актрисой и драматургом.
После того как объявили, что в 1924 году на летних Олимпийских играх в Париже будут соревнования среди рапиристок, после 10-летнего перерыва возобновила тренировки. Занималась под началом Итало Сантелли и Салле Сантелли.
В 1924 году вошла в состав сборной Венгрии на летних Олимпийских играх в Париже. В личном турнире рапиристок в четвертьфинальной группе заняла 3-е место, победив Фернанду Тасси из Франции — 5:4, Аделину Гериг из США — 5:4 и Элис Уокер из Великобритании — 5:4, уступив Грете Хекшер из Дании — 0:5 и Сюзанн Боннар из Швейцарии — 2:5. В полуфинальной группе заняла 3-е место, победив Люси Прост из Франции — 5:3, Эмму Фиттинг из Швейцарии — 4:5 и Эллен Хэмилтон из Швеции — 5:2, уступив Глэдис Дэвис из Великобритании — 2:5 и Грете Хекшер из Дании — 1:5. В финале заняла последнее, 6-е место, проиграв Эллен Осиер из Дании — 2:5, Глэдис Дэвис из Великобритании — 1:5, Грете Хекшер из Дании — 0:5, Мюриэл Фримен из Великобритании — 1:5 и Ютте Бардинг из Дании — 2:5.
Тари стала первой женщиной, представлявшей Венгрию на Олимпийских играх.
В 1928 году вошла в состав сборной Венгрии на летних Олимпийских играх в Амстердаме. В личном турнире рапиристов в четвертьфинальной группе заняла 4-е место, победив Марго Беренцен из Дании — 5:4 и Фридерике Кодерицш из Нидерландов — 5:0, проиграв Ольге Элькерс из Германии — 2:5, Люси Прост из Франции — 2:5 и Глэдис Дэниелл из Великобритании — 2:5. В полуфинальной группе заняла 5-е место, победив Хелену Майер из Германии — 5:4, Мюриэл Фримен из Великобритании — 5:2 и Адриану Адмирал-Мейеринк из Нидерландов — 5:2, проиграв Ольге Элькерс из Германии — 2:5, Глэдис Дэниелл из Великобритании — 1:5, Мэрион Ллойд из США — 4:5 и Люси Прост из Франции — 2:5.
После окончания выступлений до конца жизни работала тренером по фехтованию.
Умерла 8 февраля 1960 года в венгерском городе Будапешт. Похоронена на Новом общественном кладбище Ракошкерестури в Будапеште.